# Marc Valeri Publícola
Marc Valeri Publícola (en llatí: Marcus Valerius Publicola) va ser un magistrat romà. Formava part de la gens Valèria i portava el cognomen de Publícola.
Va ser magister equitum del dictador Gai Sulpici Pètic l'any 358 aC, quan els gals van entrar pel territori de Praeneste fins a Pèdum. Pètic es va fortificar però els soldats van començar a murmurar perquè volien combatre. Finalment va lliurar la batalla i els romans van obtenir la victòria.
Després va ser elegit dues vegades cònsol, L'any 355 aC amb Gai Sulpici Pètic, cosa que significava que els dos cònsols eren patricis violant així la llei Licínia) i el 353 aC amb el mateix col·lega, repetint la violació de la llei.